# Club Oriental de Football
El Club Oriental de Football, conegut com a Oriental o Oriental de La Paz, és un club uruguaià de la ciutat de La Paz, al departament de Canelones. Va ser fundat en 1924 i participa de la tercera divisió uruguaia.
El Orien (sobrenom del club) fou fundat en juny de 1924 amb l'objectiu de representar el futbol de la ciutat. En els seus primers anys, fou campió de la Lliga regional del Sud, obtenint reconeixement a la regió. als anys 70, va ser el primer club fora de Montevideo a unir-se a la Associació Uruguaià de Futbol. A la dècada de 1980, va jugar diverses vegades a la segona divisió, tenint a cinque lloc el seu millor col·locació. Actualment disputa la Segunda División B, la tercera categoria del futbol uruguaià.

## Palmarès
- Segona Divisió Amateur: 4

2004, 2007, 2008-09 i 2014-15
- Lliga regional del Sud: 2

1925 i 1929